# جان ویلیام اش
جان ویلیام اش (انگلیسی: John William Ashe; ۲۰ اوت ۱۹۵۴ – ۲۲ ژوئن ۲۰۱۶) دیپلمات و سیاستمدار اهل آنتیگوآ و باربودا بود. او رئیس شصت و هشتمین مجمع عمومی سازمان ملل متحد بود که از سپتامبر ۲۰۱۳ تا سپتامبر ۲۰۱۴ ادامه داشت. اش همچنین در سال ۲۰۱۲ رئیس هیئت اجرایی یونیسف شد. ویلیام اش بین سال‌های ۱۹۹۵ تا ۲۰۰۴ به عنوان نماینده دائم آنتیگوا و باربودا در سازمان ملل متحد در نیویورک خدمت کرد.

## دوران جوانی و تحصیلات
اش در سنت جان، آنتیگوا به دنیا آمد. پدر و مادرش نتوانستند دبیرستان را به اتمام برسانند. پدربزرگ پدری اش شخصیت مشهوری بود و مادرش نیز به نوبه خود از نوادگان صاحبان مزارع برده در باربادوس بود. در نتیجه، اش اولین کسی بود که در خانواده‌اش به دانشگاه رفت. او فارغ‌التحصیل دانشگاه سنت ماری در نوا اسکوشیا و دانشگاه فنی نوا اسکوشیا شد و در سال ۱۹۸۹ از دانشگاه پنسیلوانیا با مدرک دکترای مهندسی زیستی فارغ‌التحصیل شد.

## فعالیت سیاسی
اش از ۱۹۸۹ تا ۱۹۹۵ به عنوان نماینده دائمی کشورش در سازمان ملل متحد به عنوان وابسته علمی، مشاور و مشاور وزیر کار کرد. او بین سال‌های ۱۹۹۵ تا ۲۰۰۴ معاون نماینده دائمی آنتیگوآ و باربودا در سازمان ملل بود. او به عنوان رئیس سیزدهمین جلسه کمیسیون توسعه پایدار، که در مقر سازمان ملل متحد در ۱۱ تا ۲۲ آوریل ۲۰۰۵ تشکیل جلسه داد، حضور داشت.
در آوریل ۲۰۰۹، اش به عنوان رئیس گروه کاری موقت در زمینه تعهدات بیشتر و طرف‌های تحت پیمان کیوتو (AWG-KP) انتخاب شد و مسئول نظارت بر مذاکرات، شامل مرحله نهایی آن در ۲۰۰۹ در سازمان ملل گردهمایی تغییرات اقلیمی سازمان ملل ۲۰۰۹ در کپنهاگ بود. در اواخر سال ۲۰۱۱، اش کاندیدای اجماع تمامی ۳۳ کشور عضو آمریکای لاتین و حوزه دریای کارائیب بود و برای ریاست شصت و هشتمین جلسه مجمع عمومی سازمان ملل انتخاب شد، بنابراین برخلاف سلف خود ووک یرمیچ که در انتخابات به چالش کشیده شد، وی برای ریاست شصت و هشتمین جلسه سازمان ملل نیازی به انتخابات نداشت.
اش مذاکرات حول مسائل بودجه‌ای و اداری را در چارچوب کنوانسیون‌های تنوع زیستی و بیابان‌زایی، کنوانسیون بازل و پیمان مونترال رهبری کرد. او در هیئت‌های اجرایی برنامه عمران ملل متحد (UNDP) / صندوق جمعیت سازمان ملل متحد (UNFPA) و صندوق کودکان سازمان ملل متحد (یونیسف) خدمت کرد. او همچنین سفیر کشورش در سازمان تجارت جهانی (WTO) بود و مسئولیت وزارت امور مربوط به WTO و توسعه پایدار را بر عهده داشت.
به گفته فرخ خان، مدیر برنامه در امور مالی اقلیم در دفتر دبیرکل سازمان ملل متحد، اش نقش اصلی خود را در مذاکرات برای اهداف توسعه پایدار (SDGs) ایفا کرد. اش در ۲۲ سپتامبر ۲۰۱۴ بنیاد توسعه پایدار جهانی را برای حمایت از اهداف توسعه هزاره (MDGs) و SDGs راه اندازی کرد. "حمایت از ماموریت سازمان ملل و تسریع در دستیابی به اهداف توسعه هزاره و SDG" را پیگیری نمود.

## اتهام رشوه در دادگاه ایالات متحده
در ۶ اکتبر ۲۰۱۵، اش به همراه پنج نفر دیگر در شکایت رشوه‌گیری که توسط دادستان‌های فدرال در دادگاه منطقه‌ای ایالات متحده آمریکا برای منطقه جنوبی نیویورک ارائه شده بود، دستگیر و متهم شد، این دستگیری در پی تحقیقات گسترده‌ای بود که با معاملات املاک و مستغلات ماکائو صورت گرفته بود. دیوید لپ سنگ یک تاجر املاک و مستغلات میلیاردر چینی مقم ماکائو بود، در این شکایت، اش به سوء استفاده از «موقعیت رسمی خود برای به دست آوردن سرمایه‌گذاری‌های بالقوه پرسود از طریق مستغلات لپ سنگ در آنتیگوا» متهم شد که به عنوان بخشی از یک طرح ادعایی گسترده‌تر برای دریافت بیش از یک میلیون دلار رشوه از منابع چینی برای تسهیل معاملات تجاری، به ویژه در زمینه املاک و مستغلات بود. او در انتظار محاکمه بود که درگذشت.

## مرگ
اش در ۲۲ ژوئن ۲۰۱۶ جسدش را در دابز فری، نیویورک در خانه‌اش پیدا کردند. دفتر بازرسی پزشکی شهرستان وستچستر، نیویورک گزارش داد که اش در اثر جراحات (مخصوصاً آسفیکسی تروماتیک، و شکستگی حنجره) بر اثر افتادن هالتر روی گردنش در خانه خود که مشغول ورزش بود درگذشت.
از اش، همسرش آنیلا چریان و دو فرزند به یادگار ماند.